# Monts Universals

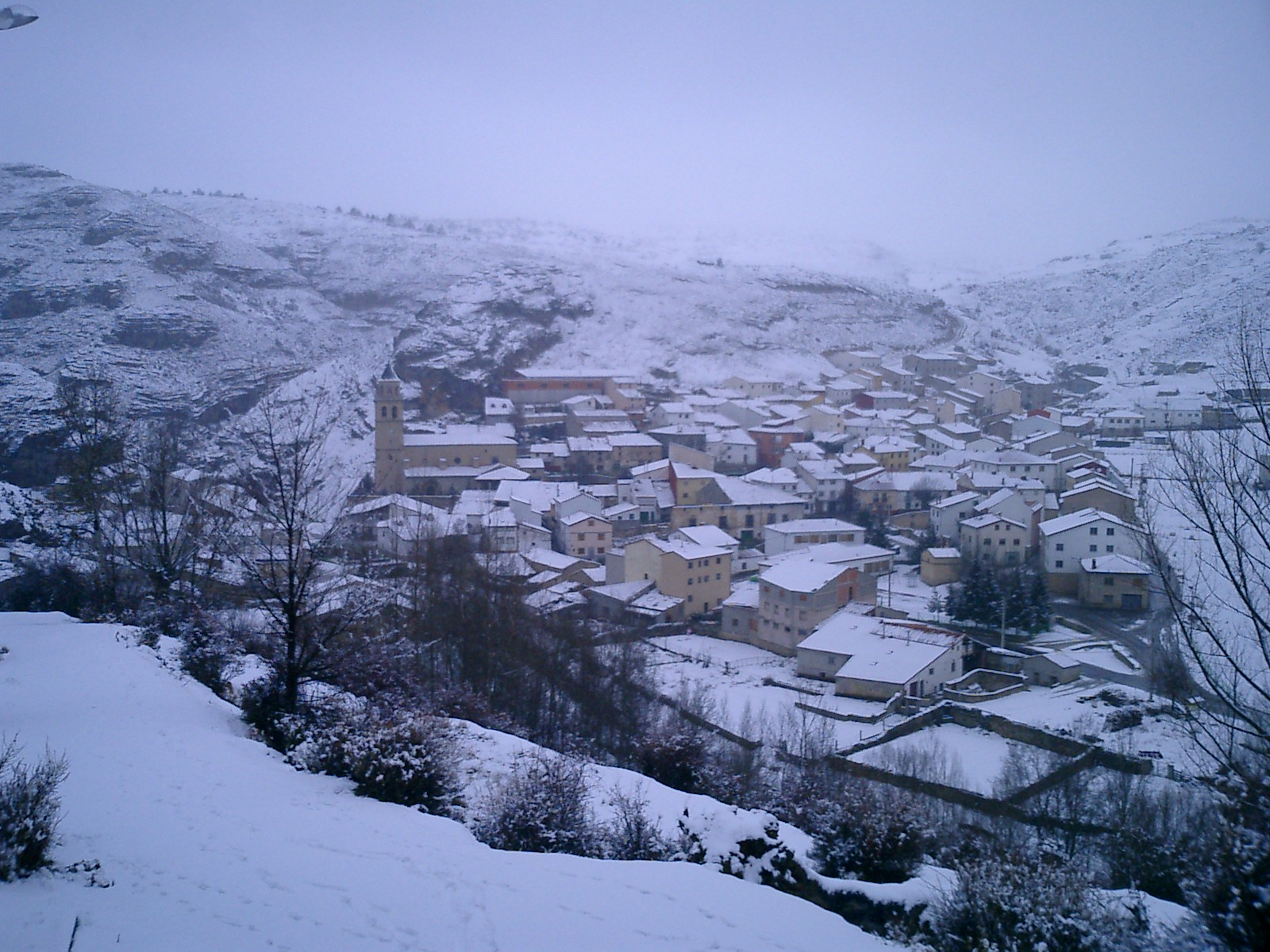
El poble de Villar del Cobo a la vora dels Montes Universales durant una nevada

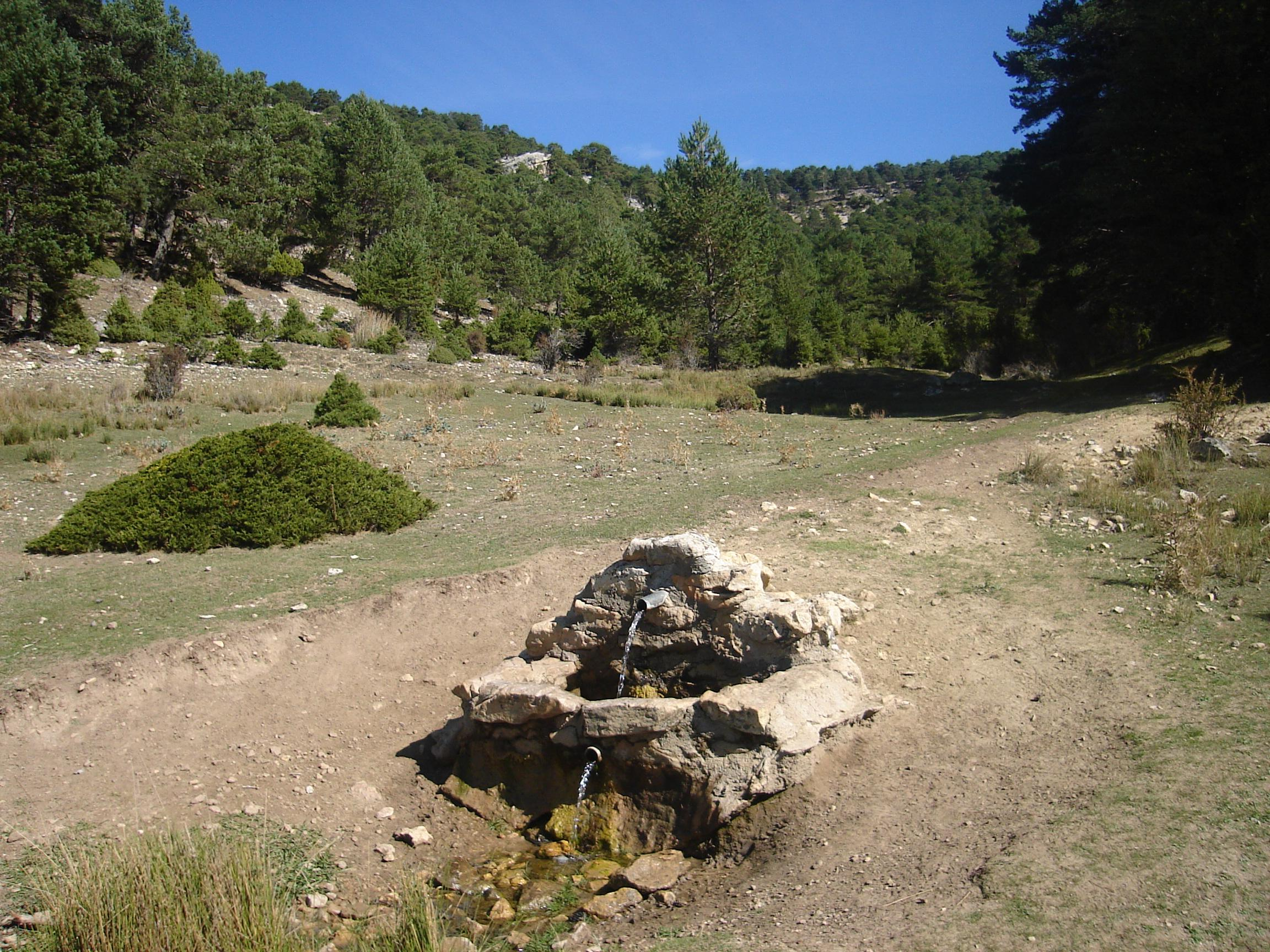
Montes Universales. Naixement del riu Túria, conegut amb el nom de riu Guadalaviar fins a Terol.

Els Montes Universales (Monts Universals), són una serralada que es troba a la zona sud-oest del Sistema Ibèric.

## Particularitats
Els Monts Universals formen part administrativament de la comarca de la Serra d'Albarrasí i per aquesta raó es confonen sovint amb la serralada anomenada "Serra d'Albarrasí".
És una serralada amb alineació NO - SE que, tot i no destacar per la seva altura, té gran importància des del punt de vista hidrogràfic a la península Ibèrica. Aquestes muntanyes divideixen les conques de l'atlàntic de les del Mediterrani. El riu Tajo neix al vessant occidental dels Monts Universals, i els rius valencians com el Túria (Guadalaviar fins a Terol), el Cabriol i el Xúquer al vessant oriental.
La serralada dels Monts Universals limita al nord-est amb els massissos paleozoics de Caimodorro i Loma Alta, al sud-oest amb la serranía de Cuenca i a l'est amb la Sierra de Jabalón i la vall del Túria.

## Ecologia
Les muntanyes estan cobertes de boscs esclarissats que poden ser densos en algunes zones. Entre els arbres més comuns hi ha el pi roig, pinassa, pinastre, reboll i la savina ibèrica (Juniperus thurifera).

## Història
Mostres de radiocarboni preses a Ojos del Tremedal, als Montes Universales, demostren que el bedoll, ara gairebé inexistent als boscos locals, era un arbre comú a aquesta serralada durant l'era glacial de fa uns 9.600 anys. S'han pogut detectar signes d'interferència humana amb la vegetació començant des de fa uns 3.500 anys.